# Ermatingen
Ermatingen és un municipi del cantó de Turgòvia (Suïssa), situat al districte de Kreuzlingen.